# Black Rain (soundtrack)
Black Rain is de originele soundtrack van de gelijknamige film uit 1989 van filmregisseur Ridley Scott.
Het album bevat muziek van diverse artiesten die in de film zijn gebruikt en de originele filmmuziek gecomponeerd door Hans Zimmer. De soundtrack werd oorspronkelijk in 1989 uitgebracht door Virgin Records als een 10-track album op cassette, vinyl en compact disc. Het werd echter in 2012 opnieuw uitgebracht door La-La Land Records in beperkte oplage als een dubbelalbum.

## Original Motion Picture Soundtrack
De eerste zes tracks bestaan uit popsongs en de laatste vier tracks uit de "Black Rain Suite" van Hans Zimmer. Het orkest bij de filmmuziek werd georkestreerd en gedirigeerd door Shirley Walker.

### Nummers
| Nr.                | Titel                                  | Artiest                              | Schrijver                                | Producer                          | Duur |
| ------------------ | -------------------------------------- | ------------------------------------ | ---------------------------------------- | --------------------------------- | ---- |
| 1                  | "Livin' On The Edge Of The Night"      | Iggy Pop                             | Eric Rackin & Jay Rifkin                 | Don Was                           | 3:40 |
| 2                  | "The Way You Do the Things You Do"     | UB40                                 | Robert Rogers & William Robinson         | UB40                              | 3:15 |
| 3                  | "Back To Life (Jam On The Groove Mix)" | Soul II Soul Featuring Caron Wheeler | Beresford Romeo, Paul Hooper & Simon Law | Jazzie B & Nellee Hooper          | 5:09 |
| 4                  | "Laserman"                             | Ryuichi Sakamoto                     | Ryuichi Sakamoto                         | Ryuichi Sakamoto                  | 4:49 |
| 5                  | "Singing In The Shower"                | Les Rita Mitsouko & Sparks           | Ron Mael & Russell Mael                  | Tony Visconti & Les Rita Mitsouko | 4:24 |
| 6                  | "I’ll Be Holding On"                   | Gregg Allman                         | Hans Zimmer & Will Jennings              | David Paich                       | 5:40 |
| "Black Rain Suite" |                                        |                                      |                                          |                                   |      |
| 7                  | "Sato"                                 |                                      | Hans Zimmer                              | Hans Zimmer & Jay Rifkin          | 4:45 |
| 8                  | "Charlie Loses his Head"               |                                      | Hans Zimmer                              | Hans Zimmer & Jay Rifkin          | 7:03 |
| 9                  | "Sugai"                                |                                      | Hans Zimmer                              | Hans Zimmer & Jay Rifkin          | 6:55 |
| 10                 | "Nick & Masa"                          |                                      | Hans Zimmer                              | Hans Zimmer & Jay Rifkin          | 2:52 |

LP: nr. 1 t/m 5 kant A, nr 6 t/m 10 kant B.

## Music from the Motion Picture
Black Rain is de tweede soundtrack van de gelijknamige film uit 1989 die werd uitgebracht op 25 september 2012 door La-La Land Records. Het album bevat 2 cd's, waarvan op de eerste schijf de volledige filmmuziek van Hans Zimmer en op de tweede schijf de oorspronkelijke soundtrack uit 1989 inclusief bonus materiaal.

### Nummers
Disc 1: Original Score
| Nr. | Titel                                           | Duur |
| --- | ----------------------------------------------- | ---- |
| 1   | "Sato Pt. 1 / One-Way Glass"                    | 6:34 |
| 2   | "Osaka / Phony Cops"                            | 1:46 |
| 3   | "You Gonna Be Nice? / Sato Pt. 2"               | 5:21 |
| 4   | "Sato Watching / Circling Motorbikes"           | 1:59 |
| 5   | "Sugai's Photo / Sato Pt. 3"                    | 3:58 |
| 6   | "Sato Pt. 4"                                    | 2:05 |
| 7   | "Charlie Loses His Head"                        | 8:22 |
| 8   | "Sequins"                                       | 2:42 |
| 9   | "Masa's Reprimand / Sugai Pt. 1"                | 5:33 |
| 10  | "The Steel Mill"                                | 2:45 |
| 11  | "Steel Mill Chase / Airplane / Escape"          | 6:18 |
| 12  | "Sugai Pt. 2"                                   | 8:50 |
| 13  | "Arrival Of Oyabuns / Sato's Arrival / Meeting" | 7:55 |
| 14  | "Bikes - Fight / Nick And Masa"                 | 9:29 |

Disc 2: Original Album / Black Rain Suite / Bonus Tracks
| Nr. | Titel                                                       | Duur |
| --- | ----------------------------------------------------------- | ---- |
| 1   | "Livin' On The Edge Of The Night" – Iggy Pop                | 3:38 |
| 2   | "The Way You Do The Things You Do" – UB 40                  | 3:15 |
| 3   | "Back To Life" – Soul II Soul                               | 5:07 |
| 4   | "Laserman" – Ryuichi Sakamoto                               | 4:48 |
| 5   | "Singing In The Shower" – Les Rita Mitsouko & Sparks        | 4:22 |
| 6   | "I'll Be Holding On" – Gregg Allman                         | 5:38 |
| 7   | "Sato"                                                      | 4:45 |
| 8   | "Charlie Loses His Head"                                    | 7:03 |
| 9   | "Sugai"                                                     | 6:55 |
| 10  | "Nick And Masa"                                             | 2:52 |
| 11  | "Airplane Muzak (Source)" – Shirley Walker                  | 2:05 |
| 12  | "Charlie Loses His Head Pt. 1 (Alternate Percussion)"       | 2:32 |
| 13  | "Charlie Loses His Head Pt. 2 (Alternate with Koto & Oboe)" | 2:47 |
| 14  | "Masa's Reprimand (Alternate)"                              | 1:49 |
| 15  | "Bikes / Fight (Alternate)"                                 | 3:18 |
| 16  | "Bikes (Percussion Only)"                                   | 1:35 |
| 17  | "Charlie Loses His Head (Monks Wild)"                       | 2:12 |
| 18  | "I'll Be Holding On (Main Title Version)" – Gregg Allman    | 2:36 |

## Overige muziek uit de film
Muziek uit de film die niet op de soundtrack(s) staan zijn:
| Titel            | Artiest                    |
| ---------------- | -------------------------- |
| "Beyond the Sea" | Bobby Darin                |
| "Kasa Odori"     | Mary Evans                 |
| "Ogi no mato"    | Ensemble Nipponia          |
| "That's Amore"   | Jack Brooks & Harry Warren |
| "What'd I Say"   | Ray Charles                |